# 胡宝琳
胡宝琳（？—？），歙县人，是一名清朝政治人物。荫生出身。

## 生平
胡宝琳曾于乾隆十年(1745年)接替魏素任邵武府知府一职，乾隆十年(1745年)由王绍文接任。